# 生福 (いちき串木野市)
生福（せいふく）は、鹿児島県いちき串木野市の町。郵便番号は896-0078。人口は1,386人、世帯数は551世帯（2020年10月1日現在）。

## 地理
いちき串木野市の中部、五反田川中流域に位置する。町域の北方には芹ケ野、東方には薩摩川内市百次町・いちき串木野市冠嶽、南方には海瀬・川上、西方には金山・河内・上名・袴田にそれぞれ接している。
町域の中部にはいちき串木野市立生冠中学校、いちき串木野市立生福小学校があり、鹿児島県道39号串木野樋脇線、日置広域農道が東西に通っている。

### 河川
- 五反田川

## 歴史
2012年（平成24年）10月9日にいちき串木野市が実施した町名等整理事業により大字下名の字前之段・ 熊ノ谷の一部、大字上名の字菖蒲掛の一部・七曲りの一部・甚五堀・斉連ケ段・松尾・中段・平石原・鬼原・下甫並の一部・濡岩・入道・福園・上甫並・錫玉・堂山・森薗・尾緑・下河原・堂薗・上河原・三反田・内田・金蔵・後口谷・辰岩・薄野・法花谷・犬殺・上倉谷・大峯・草谷・長尾・岩谷・岩塚・金石・芹場・野中・王子脇・楮山・石野々・蕗ケ迫・狸坂・小井手・下法桑野・池之迫・上法桑野・小楠・芝打ケ段・天頭開・植山・兼切田・下大松・柿木屋・上大松・町屋野・郷戸谷・西嶽・鮒喰・赤坂・堂薗堀・後久保堀・前窪堀・梨堀・兵左衛門堀・八郎堀・猛立野・出道・山口・七枝・後之原・生野・松田平・小山ケ下・畑田・六目木・堤・坂ノ下・大牟田・井手山・上岡・西金吹ケ段・金吹ケ段・前金吹ケ段・ヲタ山・加助堀・下永野原・東中之薗堀・西中之薗堀・寺堀・海瀬堀・小鹿倉・小原・久徳堀・桜ケ宇部・湊堀・湊堀・休左衛門堀・焼石田・前赤坂・尾猫原・穴ノ下・西之迫・屋久・滑・豆畦・長迫・久木迫・大迫・山下・小穴・小穴平・上薗・渕脇上・井戸尻・太良原・楠原・與三田・茶屋段・永田・永田尻・瀬戸瀬・鞁瀬戸・太鞁迫・二俣迫・菰ケ迫・四浮迫・飯田ケ迫・砂入・上山伏松・下久田附・中久田附の区域よりいちき串木野市の町「生福」として設置された。

### 町域の変遷
| 変更後       | 変更年             | 変更前           |
| ------------ | ------------------ | ---------------- |
| 生福（新設） | 2012年（平成24年） | 大字下名（一部） |
| 生福（新設） | 2012年（平成24年） | 大字上名（一部） |

## 施設

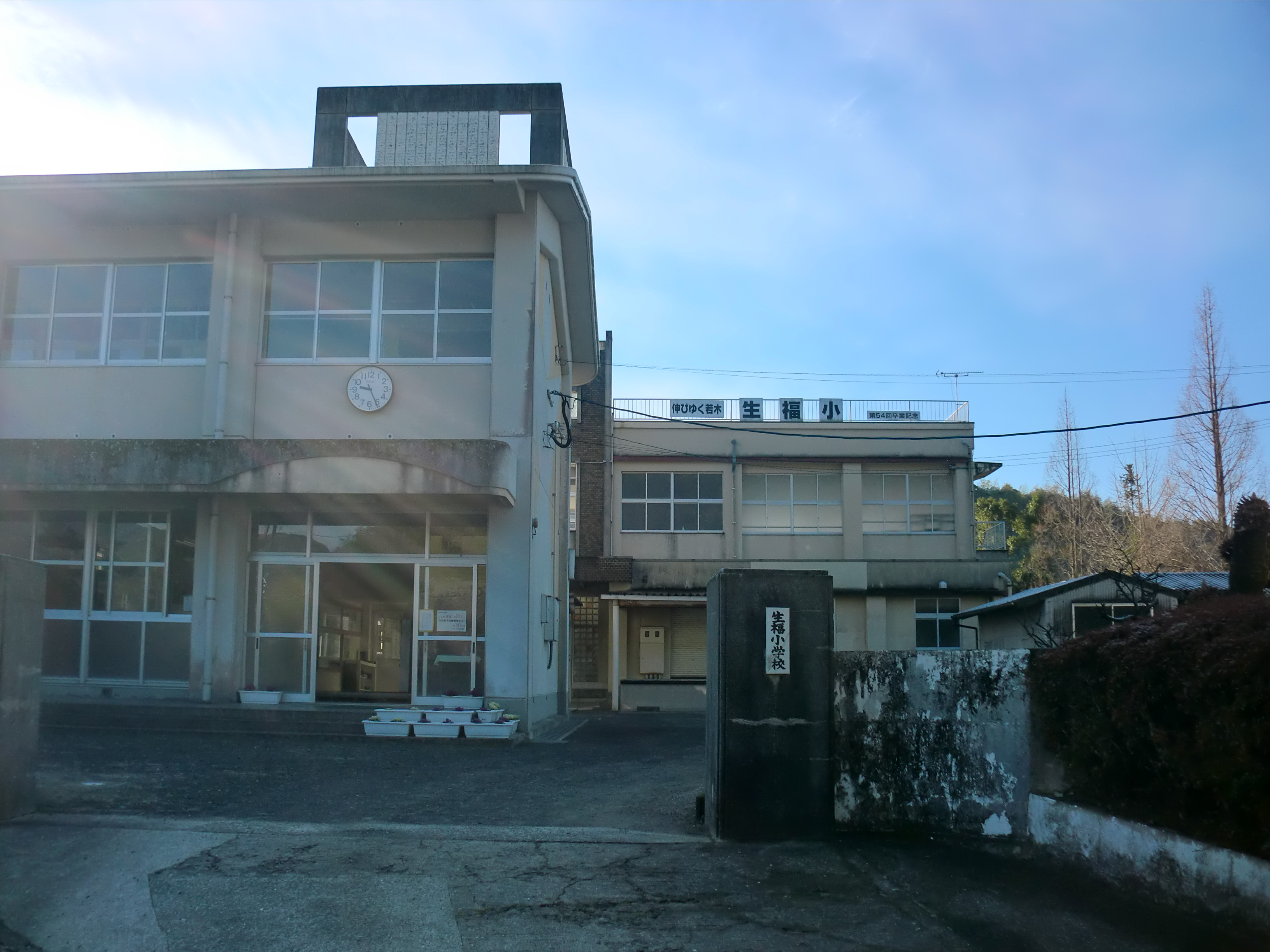
いちき串木野市立生福小学校

### 公共
- いちき串木野市立総合体育館[6]
- いちき串木野市多目的グラウンド[7]
- 生福交流センター[8]

### 教育
- いちき串木野市立生冠中学校
- いちき串木野市立生福小学校[9]
- 生福保育所[10]

### 郵便局
- 生福郵便局[11]

## 人口
以下の表は国勢調査による小地域集計の人口推移である。
| 年                 | 人口  |
| ------------------ | ----- |
| 2015年（平成27年） | 1,549 |
| 2020年（令和2年）  | 1,386 |

## 教育

### 小・中学校の学区
市立小・中学校に通う場合、学区（校区）は以下の通りとなる。
| 町丁 | 地区 | 小学校                     | 中学校                     |
| ---- | ---- | -------------------------- | -------------------------- |
| 生福 | 全域 | いちき串木野市立生福小学校 | いちき串木野市立生冠中学校 |

## 交通

### 道路
主要地方道
- 鹿児島県道39号串木野樋脇線

広域農道
- 日置広域農道